# Anastatus fuligispina
Anastatus fuligispina är en stekelart som först beskrevs av Girault 1939.  Anastatus fuligispina ingår i släktet Anastatus och familjen hoppglanssteklar. Inga underarter finns listade i Catalogue of Life.